# Xenelaphis
Xenelaphis is een geslacht van slangen uit de familie toornslangachtigen (Colubrinae) en de onderfamilie Colubrinae.

## Naam en indeling
De wetenschappelijke naam van de groep werd voor het eerst voorgesteld door Albert Günther in 1864. Er zijn twee soorten, de soort Xenelaphis hexahonotus behoorde eerder tot andere geslachten, zoals Coluber, Coryphodon en Ptyas.

### Soorten
Het geslacht omvat de volgende soorten, met de auteur en het verspreidingsgebied.
| Naam                   | Auteur          | Verspreidingsgebied                                                    |
| ---------------------- | --------------- | ---------------------------------------------------------------------- |
| Xenelaphis ellipsifer  | Boulenger, 1900 | Indonesië, Maleisië                                                    |
| Xenelaphis hexagonotus | Cantor, 1847    | Indonesië, Maleisië, Singapore, Thailand, Vietnam, mogelijk in Myanmar |

## Verspreiding en habitat
De slangen komen voor in delen van Azië en leven in de landen Indonesië, Maleisië, Singapore, Thailand en Vietnam, mogelijk in Myanmar.
De habitat bestaat uit tropische en subtropische bossen, zowel in bergstreken als in laaggelegen gebieden.

## Beschermingsstatus
Door de internationale natuurbeschermingsorganisatie IUCN is aan beide soorten een beschermingsstatus toegewezen. De soorten worden beschouwd als 'veilig' (Least Concern of LC).